# Meet the Feebles
Meet the Feebles ist eine schwarze Filmkomödie des Regisseurs Peter Jackson. Der Film, in dem fast ausschließlich Puppen agieren, ist eine derbe Parodie auf Jim Hensons Muppet Show. Im Gegensatz zu dieser geht es hinter den Kulissen der Feebles-Show jedoch um Sex, Drogen und Gewalt.

## Handlung
Die Varieté-Show mit dem Titel Meet the Feebles (deutsch Triff die Schwächlichen) ist auf dem absteigenden Ast, oder genauer, ihre Akteure, die den Job schon viel zu lange machen und ihre Motivation längst verloren haben. Völlig unbeleckt vom harten Showbusiness stößt der Igel Robert dazu und muss feststellen, dass seiner Begeisterung und seinen traumhaften Vorstellungen die verhärmte Wirklichkeit der anderen Schauspieler mit ihrem lange gezüchteten Zynismus gegenübersteht. Nach und nach lernt er diese, ihre omnipräsenten Schwächen und ihre teils unappetitlichen Lebensgeschichten kennen.
Sein Idealismus lässt sich dadurch jedoch nicht zerstören, sondern er verliebt sich auch sogleich in die Pudeldame Lucille. Nach und nach gerät er nun in die Handlungsstränge, die sich hinter der Bühne abspielen und die Zuschauer erleben mit ihm ein Panoptikum sozialer Abgründe. Die Darsteller, allesamt Tiere, repräsentieren zutiefst menschliche Makel und werden wie im richtigen Leben von der Regenbogenpresse in Form einer Schmeißfliege heimgesucht, die nichts anderes im Sinn hat, als aus dem Niedergang der Charaktere Auflage zu schmieden.
Nach und nach verweben sich die einzelnen Probleme der Beteiligten und laufen auf immer katastrophalere Ereignisse hinaus, die schlussendlich in einem Amoklauf der Nilpferddame Heidi während der Show gipfeln, dem nur wenige entkommen.

## Hintergründe
Der Film enthält einige Anspielungen auf andere Werke. Die Szene mit dem Russischen Roulette bezieht sich beispielsweise auf Die durch die Hölle gehen. Die Rückblende in den Dschungel von Vietnam, in dem die Szene vorkommt, wurde nach dem Hauptdreh nachgedreht, da während der Produktion das Geld ausging. Das Maschinengewehr mit Patronenkette der Figur Heidi ist ein motivisches Zitat aus dem Kriegsfilm Rambo II – Der Auftrag von 1985.
Die Figuren der Darsteller erschufen die Mitarbeiter von Weta Workshop, die später auch die Modelle für Jacksons Der Herr der Ringe bauten.
Meet the Feebles ist der einzige Film von Peter Jackson, in dem er selbst keinen Cameo-Auftritt hat, da fast alle Darsteller Puppen sind. Am Ende des Filmes ist jedoch einer der Außerirdischen aus Jacksons Debütfilm Bad Taste zu sehen.
Nachdem Jackson mit They Shall Not Grow Old die neuen technischen Möglichkeiten der Computergestützten Rekonstruktion von Filmmaterial ausgelotet hatte, für den er historische Aufnahmen aus dem Ersten Weltkrieg kolorierte, schärfte und in 3D konvertierte, kündigte der Regisseur im Herbst 2018 an, auch Meet the Feebles in 4K-Auflösung neuveröffentlichen zu wollen.

### Synchronisation
Die deutsche Synchronfassung entstand 1991 bei der Rainer Brandt Filmproduktions GmbH, Berlin.
| Rolle           | Darsteller      | Synchronsprecher        |
| --------------- | --------------- | ----------------------- |
| Samantha        | Donna Akersten  | Joseline Gassen         |
| Sebastian       | Stuart Devenie  | Frank-Otto Schenk       |
| Dr. Quack       | Stuart Devenie  | Joscha Fischer-Antze    |
| Daisy die Kuh   | Stuart Devenie  | Eva-Maria Werth         |
| Robert          | Mark Hadlow     | Joachim Tennstedt       |
| Barry           | Mark Hadlow     | Wolfgang Kühne          |
| Bletch          | Pete Vere-Jones | Heinz Theo Branding     |
| Arthur          | Pete Vere-Jones | Friedrich W. Bauschulte |
| Wynyard         | Brian Sergent   | Uwe Paulsen             |
| Fly-in-the-sky  | Brian Sergent   | Frank Glaubrecht        |
| Trevor          | Brian Sergent   | Thomas Wolff            |
| Louie der Fisch | Mark Wright     | Thomas Wolff            |
| Sid             | Mark Wright     | Tom Deininger           |

## Figuren
- Heidi (Nilpferd) ist die Hauptfigur des Films und der weibliche Star der Show. Sie wird depressiv, als sie herausfindet, dass Bletch sie betrogen hat, und läuft am Ende des Films Amok. Sie ist eine der Figuren, die am Ende noch leben.
- Bletch (Walross) ist der Boss des Feeble-Varietés, der auch noch eine Porno-Produktionsfirma betreibt. Er ist der Partner von Heidi, geht aber fremd. Bletch ist der Hauptantagonist des Films. Heidi beendet ihren Amoklauf damit, ihn zu töten.
- Robert (Igel) ist neu im Showgeschäft. Er verliebt sich in Lucille, ist anfangs jedoch zu schüchtern, um mit ihr zu sprechen. Später werden die beiden jedoch ein Paar. Er ist einer der wenigen, die Heidis Amoklauf heil überstehen.
- Lucille (Pudel) ist eine Sängerin der Show. Sie verliebt sich in Robert und die beiden werden ein Paar. Lucille wurde bei Heidis Amoklauf verschont.
- Trevor (Ratte) ist der Pornoregisseur von Bletchs Porno-Produktionsfirma und seine „rechte Hand“. Er ist der sekundäre Antagonist des Films. Zudem ist er ein Dealer. Er wird während Heidis Amoklauf getötet.
- Fly-in-the-Sky (Fliege) ist ein fieser Paparazzo, der vor nichts zurückschreckt, um an eine gute Story zu kommen. Er belästigt ständig Harry, um herauszubekommen, unter welcher Krankheit er leidet. Fly-in-the-Sky wird, nachdem er einen negativen Artikel über die Show veröffentlicht, von Bletch und Trevor umgebracht. Er ist die dritte wichtige Figur des Films, die stirbt.
- Harry (Hase) ist der männliche Star der Show, der aufgrund seines starken Sexualtriebes an einer vermeintlich tödlichen Geschlechtskrankheit leidet. Es stellt sich jedoch heraus, dass er nicht tödlich erkrankt ist. Als Harry sich darüber freut, nicht todkrank zu sein, startet Heidi ihren Amoklauf und bringt ihn um.
- Arthur (Wurm) ist der gutherzige Hausmeister der Feebles-Show und neben Lucille die einzige Person, dem Robert, nachdem dieser neu dazugekommen ist, nicht vollkommen egal ist. Er lebt am Ende des Films noch.
- Wynyard (Frosch) ist der Messerwerfer der Show und heroinabhängig. Außerdem ist er ein Vietnam-Veteran, der ein Kriegstrauma hat. Wegen dieses Traumas wirft er ein Messer in die Luft, welches ihn aufspießt und tötet. Er ist die zweite wichtige Figur des Films, die stirbt.
- Sebastian (Fuchs) ist der schwule Bühnenregisseur der Show, der gerne als Sänger auf der Bühne stände, was ihm von Bletch jedoch untersagt wird. Er kann sich während des Amoklaufs verstecken und überlebt verletzt.
- Sid (Elefant) ist der Tiertrainer der Show, der eine Affäre mit Sandy hatte. Er versucht abzustreiten, dass Sandys Kind Seymour von ihm ist (es wird jedoch sehr schnell das Gegenteil deutlich). Beim Amoklauf wird er von Heidi angeschossen und verletzt, überlebt jedoch. Sid erkennt nach Sandys Tod Seymour als seinen Sohn an und zieht ihn fortan groß.
- Dennis (Erdferkel) ist neu im Pornobusiness. Er hat einen Unterwäsche-Fetisch. Als er für Bletch und Trevor Drogen testen soll, macht er dies mit Freude, stirbt jedoch, nachdem er sie durch die Nase gezogen hat. Er ist der vierte wichtige Charakter, der während des Films stirbt.
- Barry (Bulldogge) ist der Leibwächter von Bletch. Während er mit Bletch und Trevor ein paar Kokaindealer umbringt, stirbt er. Barry ist die erste wichtige Figur des Films, die stirbt.
- Sandy (Huhn) versucht Sid zu überzeugen, dass ihr uneheliches Kind Seymour von ihm ist. Sie wird von Heidi während des Amoklaufes erschossen.
- Seymour (Mischung aus Elefant und Huhn) ist das uneheliche Kind von Sid und Sandy. Er überlebt Heidis Amoklauf am Ende des Films und lebt fortan bei seinem Vater Sid.

## DVD-Veröffentlichung
Der Film wurde mit FSK18-Freigabe auf DVD von Laser Paradise mit einer englischen und einer deutschen Tonspur (Version DD 2.0) im Jahre 2011 veröffentlicht.

## Kritik
Auf der Film-Website Rotten Tomatoes erreichte der Film bislang eine Wertung von 71 Prozent.

„In einzelnen Momenten tricktechnisch virtuoser, aber auf Dauer ermüdender Puppenfilm, der als "Muppet-Show für Erwachsene" einen Generalangriff auf den guten Geschmack startet. Überaus makabrer Humor und gewalttätige Szenen wechseln mit melodramatischen Elementen, wobei sich ganz allmählich die moralische Dimension des scheinbar amoralischen Spiels zu erkennen gibt.“

## Auszeichnungen
- 1990: New Zealand Film Award in der Kategorie Best Contribution To Design

Bei dem Fantafestival 1991 gewann der Film Preise in folgenden Kategorien: Best Actress, Best Direction und Best Special Effects.
Weiterhin wurde der Film auf dem Fantasporto 1991 als bester Film nominiert.

## Trivia
- 2021 veröffentlichte Regisseur Peter Jackson den Musikdokumentarfilm The Beatles: Get Back, der aus gesichtetem Archivmaterial besteht, da Jackson großer Fan der Popband ist. Es gibt ein Album der Beatles von 1964, das den Titel Meet the Beatles! trägt. Darüber hinaus kommen John Lennon, Paul McCartney, George Harrison und Ringo Starr im Splatterfilm Bad Taste als Pappaufsteller in einem fahrenden Auto vor.